# Élection présidentielle italienne de 2006
L'élection présidentielle italienne de 2006 est un scrutin au suffrage indirect visant à élire le président de la République pour un mandat de sept ans. Elle se tient du 8 au 10 mai 2006.
L'assemblée des grands électeurs est convoquée quelques semaines après les élections parlementaires des 9 au 10 avril 2006, qui voient une coalition de centre gauche l'emporter de peu sur l'alliance sortante de centre droit au terme d'une campagne tendue.
En dépit des sollicitations dont il fait l'objet de la part de plusieurs forces représentées au Parlement, le président sortant Carlo Azeglio Ciampi refuse de briguer un deuxième septennat. Dans le même temps, la formation d'un nouveau gouvernement est différée.
À la suite de tractations transpartisanes infructueuses, L'Union propose la candidature du sénateur à vie Giorgio Napolitano mais la Maison des libertés refuse de lui apporter son soutien. 
Lors du quatrième tour, Giorgio Napolitano recueille 543 suffrages sur un total de 990 votants et devient le premier ancien communiste élu à la présidence de la République. Il prête serment le 15 mai 2006, puis charge Romano Prodi de former un gouvernement dans la foulée.

## Contexte

### Candidatures pressenties
Le président de la République sortant, Carlo Azeglio Ciampi, annonça le 18 avril 2006, lors d'un entretien accordé au quotidien Corriere della Sera, qu'il renonçait à concourir pour un second mandat présidentiel de sept ans, dans le dessein de ne pas inaugurer « une monarchie républicaine » et ce bien que de nombreux cadres institutionnels et politiques de premier plan, parmi lesquels le président du Conseil sortant, Silvio Berlusconi, soutenaient l'idée d'un second mandat assumé par le président Ciampi. 
Les partis politiques entreprirent de longues consultations pour trouver un candidat officiel. Or, il ne serait pas impossible que les candidatures officielles soient contrées par les « francs-tireurs », ces grands électeurs qui, par le vote à bulletin secret, préfèrent soutenir leur propre candidat, puisque n'approuvant guère le choix de leur groupe parlementaire. Le président du Conseil Silvio Berlusconi, chef du gouvernement sortant, présenta, pour la présidence de la République, la candidature du sous-secrétaire d'État à la présidence du Conseil des ministres, Gianni Letta. 
Après avoir milité en faveur de la candidature de l'ancien chef du gouvernement Massimo D'Alema, Romano Prodi, ancien président de la Commission européenne et chef de file de la coalition de centre-gauche gagnante des élections générales avec une faible majorité, annonça soutenir la candidature du sénateur à vie, Giorgio Napolitano, ancien président de la Chambre des députés.
L'ancien président de la République chrétien-démocrate Francesco Cossiga avança l'idée d'une candidature du président du Sénat, Franco Marini, estimant cette candidature consensuelle pour les rangs de gauche comme ceux de droite ; or Marini refusa de présenter sa candidature au Quirinal.
L'enjeu de ce scrutin présidentiel est considérable, car il s'agira, pour le successeur de Carlo Azeglio Ciampi, de nommer le président du Conseil des ministres et les membres du gouvernement issu des élections générales qui se sont tenues un mois auparavant ; ce scrutin parlementaire n'ayant pas dégagé de majorité suffisamment claire, il semble alors évident que la constitution d'un gouvernement s'avérera difficile. Cette situation sera la première tâche du nouveau chef de l'État italien.

## Composition du collège électoral
Le collège des grands électeurs, composé de sénateurs, de députés et de représentants de région, fut présidé par le président de la Chambre des députés, Fausto Bertinotti.
| Fonction                      | Nombre               |
| ----------------------------- | -------------------- |
| Président : Fausto Bertinotti |                      |
| Sénateurs de la République    | 322                  |
| Députés                       | 630                  |
| Représentants des régions     | 58 (pour 20 régions) |
| Total                         | 1010                 |

## Résultats

### 1ertourde scrutin
| Nom              | Nom                  | Voix  |
| ---------------- | -------------------- | ----- |
|                  | Gianni Letta         | 369   |
|                  | Massimo D'Alema      | 27    |
|                  | Franca Rame          | 24    |
|                  | Adriano Sofri        | 23    |
|                  | Siegfried Brugger    | 12    |
|                  | Giuliano Ferrara     | 8     |
|                  | Giorgio Napolitano   | 8     |
|                  | Giampaolo Malavasi   | 6     |
|                  | Gino Strada          | 5     |
|                  | Carlo Azeglio Ciampi | 4     |
|                  | Giuliano Amato       | 3     |
|                  | Umberto Bossi        | 3     |
|                  | Cesare Previti       | 3     |
|                  | Stefano Rodotà       | 3     |
|                  | Giulio Andreotti     | 2     |
|                  | Mario Anzani         | 2     |
|                  | Silvio Berlusconi    | 2     |
|                  | Lidia Menapace       | 2     |
|                  | Autres candidats     | 22    |
|                  |                      |       |
| Bulletins blancs | Bulletins blancs     | 438   |
| Bulletins nuls   | Bulletins nuls       | 18    |
| Total            | Total                | 984   |
| Abstentions      | Abstentions          | 25    |
| Inscrits         | Inscrits             | 1 009 |

### 2etourde scrutin
| Nom              | Nom                       | Voix  |
| ---------------- | ------------------------- | ----- |
|                  | Umberto Bossi             | 38    |
|                  | Massimo D'Alema           | 35    |
|                  | Giuseppe De Rita          | 19    |
|                  | Giorgio Napolitano        | 15    |
|                  | Siegfried Brugger         | 11    |
|                  | Gianni Letta              | 11    |
|                  | Giuliano Ferrara          | 9     |
|                  | Renato Antonioli          | 7     |
|                  | Francesco Proietti Cosimi | 6     |
|                  | Angelo Sanza              | 6     |
|                  | Gino Strada               | 5     |
|                  | Giuliano Amato            | 4     |
|                  | Antonio Ambra             | 3     |
|                  | Carlo Azeglio Ciampi      | 3     |
|                  | Marie-Gabrielle de Savoie | 3     |
|                  | Linda Giuva               | 3     |
|                  | Franco Marini             | 3     |
|                  | Lidia Menapace            | 3     |
|                  | Luigi Pallaro             | 3     |
|                  | Stefano Rodotà            | 3     |
|                  | Bruno Vespa               | 3     |
|                  | Mauro Mellini             | 2     |
|                  | Franco Piperno            | 2     |
|                  | Autres candidats          | 29    |
|                  |                           |       |
| Bulletins blancs | Bulletins blancs          | 724   |
| Bulletins nuls   | Bulletins nuls            | 22    |
| Total            | Total                     | 973   |
| Abstentions      | Abstentions               | 36    |
| Inscrits         | Inscrits                  | 1 009 |

### 3etourde scrutin
| Nom              | Nom                  | Voix  |
| ---------------- | -------------------- | ----- |
|                  | Massimo D'Alema      | 31    |
|                  | Giorgio Napolitano   | 16    |
|                  | Gianni Letta         | 10    |
|                  | Giuliano Ferrara     | 10    |
|                  | Gino Strada          | 6     |
|                  | Mario Cavallaro      | 5     |
|                  | Linda Giuva          | 5     |
|                  | Mino Martinazzoli    | 4     |
|                  | Marco Matteucci      | 4     |
|                  | Giuliano Amato       | 3     |
|                  | Silvio Berlusconi    | 3     |
|                  | Carlo Azeglio Ciampi | 3     |
|                  | Biagio Di Maria      | 3     |
|                  | Roberto Formigoni    | 3     |
|                  | Aurelio Garritano    | 3     |
|                  | Lino Iannuzzi        | 3     |
|                  | Franco Piperno       | 3     |
|                  | Stefano Servadei     | 3     |
|                  | Mirko Tremaglia      | 3     |
|                  | Tullio Ancora        | 2     |
|                  | Tina Anselmi         | 2     |
|                  | Carlo Bertolotti     | 2     |
|                  | Rosy Bindi           | 2     |
|                  | Vito Gamberale       | 2     |
|                  | Lidia Menapace       | 2     |
|                  | Barbara Palombelli   | 2     |
|                  | Sergio Pininfarina   | 2     |
|                  | Autres candidats     | 37    |
|                  |                      |       |
| Bulletins blancs | Bulletins blancs     | 770   |
| Bulletins nuls   | Bulletins nuls       | 28    |
| Total            | Total                | 976   |
| Abstentions      | Abstentions          | 33    |
| Inscrits         | Inscrits             | 1 009 |

### 4etourde scrutin
| Nom              | Nom                | Voix  |
| ---------------- | ------------------ | ----- |
|                  | Giorgio Napolitano | 543   |
|                  | Umberto Bossi      | 43    |
|                  | Massimo D'Alema    | 10    |
|                  | Giuliano Ferrara   | 7     |
|                  | Gianni Letta       | 6     |
|                  | Silvio Berlusconi  | 5     |
|                  | Roberto Dipiazza   | 3     |
|                  | Sergio Pininfarina | 3     |
|                  | Autres candidats   | 10    |
|                  |                    |       |
| Bulletins blancs | Bulletins blancs   | 347   |
| Bulletins nuls   | Bulletins nuls     | 14    |
| Total            | Total              | 990   |
| Abstentions      | Abstentions        | 19    |
| Inscrits         | Inscrits           | 1 009 |

## Conséquences
Le 10 mai 2006, au quatrième tour de scrutin, le sénateur à vie Giorgio Napolitano est élu président de la République par 543 voix sur les 990 grands électeurs ayant pris part au vote. Il prête serment cinq jours plus tard puis se rend au palais du Quirinal pour recevoir les pouvoirs présidentiels de son prédécesseur Carlo Azeglio Ciampi.
Le 17 mai, le nouveau chef de l'État nomme Romano Prodi président du Conseil des ministres.